# ТЕЦ Бургас
ТЕЦ Бургас — болгарська теплоелектроцентраль, споруджена для обслуговування нафтопереробного заводу в Бургасі (наразі належить російській компанії Лукойл).
З 1964 по 1971 роки на майданчику станції ввели в дію дев'ять котлів, щонайменше шість з яких були виготовлені Барнаульським котельним заводом: три запущені в 1964—1965 типу БКЗ-160-100-ГМ продуктивністю по 160 тонн пари на годину (станційні номери 1—3) та три введені в 1970—1971 типу БКЗ 320-140-ГМ продуктивністю по 320 тонн пари (станційні номери 7—9). Вони живили п'ять турбін, серед них були такі:
- турбіна з показником 25 МВт, яка отримала станційний номер 1;
- турбіна з протитиском виробництва Калузького турбінного заводу типу Р12-90/10 потужністю 12 МВт, яка стала до ладу в 1964-му та отримала станційний номер 2.
- турбіна, введена в дію у 1966 році зі станційним номером 3;
- теплофікаційна турбіна виробництва ЛМЗ типу ПТ-60-130/13 з показником у 60 МВт, яка почала роботу в 1968-му та отримала станційний номер 4;
- турбіна виробництва ЛМЗ типу Р-50-130-1 потужністю 50 МВт, яка стала до ладу в 1971 році та отримала станційний номер 5.

Згодом ТЕЦ підсилили випущеними в 1979 та 1983 роках двома котлами Барнаульського котельного заводу типу БКЗ-320-140-ГМ7С продуктивністю по 320 тонн пари на годину (станційні номери 10 та 11) та запущеною в 1982 році турбіною виробництва ЛМЗ типу Р 50-130-1 потужністю 50 МВт (станційний номер 6).
У 2001 році в турбоагрегаті № 1 змонтували нову теплофікаційну турбіну виробництва Калузького турбінного заводу типу ПТ-25-90/10М потужністю 25 МВт. А у 2005-му турбоагрегат № 3 отримав теплофікаційну турбіну виробництва ЛМЗ типу ПТ-65/75-130/13 потужністю 60 МВт.
У 2000 році на заміну котлам зі станційними номерами 4 та 5 запустили новий котел Барнаульського котельного заводу типу БКЗ-320-140-ГМ8С продуктивністю 320 тонн пари на годину (станційний номер 12). Не пізніше кінця 2000-х припинив роботу котел зі станційним номером 6. На початку 2010-х вивели котел номер 1, а на 2021 рік запланована ліквідація котлів 9, 10 та 11.
Як паливо станція використовує мазут і природний газ (останній надходить у район Бургасу по відгалуженню від Південного газопровідного напівкільця). Після запланованої на першу половину 2020-х років модернізації ТЕЦ використовуватиме лише природний газ.
Для видалення продуктів згоряння звели два димарі заввишки 180 та 120 метрів.
Воду для охолодження ТЕЦ отримує із водосховища Мандра.
Видача продукції відбувається по ЛЕП, розрахованій на роботу під напругою 110 кВ.